# (3621) Curtis
(3621) Curtis (1981 SQ1) – planetoida z grupy pasa głównego asteroid okrążająca Słońce w ciągu 5,46 lat w średniej odległości 3,1 au Odkrył ją Norman G. Thomas 26 września 1981 roku.